# Sahariske Atlas
Sahariske Atlas (Arabisk الأطلس الصحراوي) er en bjergkæde i Atlasbjergene i Nordafrika. Den ligger hovedsageligt i Algeriet med østenden ind i Tunesien. Selvom de ikke er så høje som Høje Atlas i Marokko, er toppene mere imponerende end Tell Atlas-området, der løber parallelt, men tættere på kysten. Den højeste top i området er det 2.236 meter høje Djebel Aissa i Ksour-området.

## Geografi
Sahariske -Atlas omfatter en række underområder: Ksour-området i vest, Amour-området i dets centrale del og Ouled-Naïl-området i dets østlige ende. Det omfatter også Aurès (Belezma), Hodnabjergene, Nememcha-kæden og Zabbjergene. Tell Atlas og Sahara Atlas smelter sammen i øst for at slutte sig sammen til Tébessakæden og Medjerdabjergene.
Sahariske Atlas, grænser i nord op til Hautes Plaines, og er et af Afrikas store plateauer, dannet af gammel grundklippe dækket af sediment af lavvandede hav- og alluviale aflejringer.
Blandt floderne i Atlas afvandes via Saharas Atlas' wadi'er. Blandt disse er Chelif- og Touil- wadierne, flodsenge, der kun indeholder vand i våde perioder, og som henholdsvis afvander Amour- og Ouled-Naïl områderne i Saharas Atlas.
Saharas Atlasbjerge markerer den nordlige udkant af Sahara-ørkenen. Bjergene har en del nedbør og er bedre egnet til landbrug end plateauregionen mod nord. I dag er størstedelen af regionens befolkning Chaoui-berbere. Bjergene har også længe været eksil, fordrevne fra de frugtbare kystområder.